# Ugone Talach
Ugone Talach (... – prima del 1308) è stato un nobile italiano.
Signore di Bivona e milite di Mazara, fu un personaggio molto in vista nell'amministrazione della Sicilia al tempo della guerra del Vespro: propose l'intervento nell'Isola di Pietro III d'Aragona e convinse i palermitani ad accoglierlo in città.
Fu, inoltre, giustiziere del Val di Mazara, giustiziere della contea di Geraci, secreto unico, maestro portulano e per due volte ambasciatore presso re Giacomo II di Aragona. Riuscì a non farsi sconfiggere da Giacomo di Catania, a cui il re di Napoli Roberto d'Angiò, nel 1299, aveva concesso il castello di Bivona obbligandolo a scacciarne lo stesso Ugone:
Non avendo figli, alla sua morte Bivona è stata concessa ad un altro feudatario.